# Laphystia sabulicola
Laphystia sabulicola là một loài ruồi trong họ Asilidae. Laphystia sabulicola được Loew miêu tả năm 1847. Loài này phân bố ở vùng Cổ Bắc giới.